# Karl Novak
Karl Novak (Pula, 1905. – Atena, 1975.) bio je slovenski četnički vojvoda i pukovnik.
Između 1941. i 1943. bio je zapovjednik slovenskih četnika naziva Plava garda odnosno Kraljeva vojska u otadžbini. Naredne godine bio je i predstavnik četnika kod saveznika u Italiji.
Iz Ljubljane je pobjegao u Italiju 26. rujna 1943. zajedno sa suprugom.
Karl Novak je u Sloveniji ustanovio četničku obavještajnu službu.